# Laudat
Laudat – wieś w południowo-środkowej Dominice, w parafii św. Jerzego.
Miejscowość położona jest w głębi wyspy, blisko Parku Narodowego Morne Trois Pitons, na północny wschód od Roseau. W pobliżu Laudat znajdują się stratowulkan Morne Watt i wodospad Middleham. 
Roczna suma opadów w Laudat wynosi około 9000 mm i jest jedną z największych na Dominice.